# Francesc de Cordelles i Ramanyer
Francesc de Cordelles i Ramanyer (Barcelona, 1650 – Gerri, 1739), abat del Monestir de Gerri, fou un destacat austriacista. Pertanyia a una antiga nissaga de la burgesia catalana de Barcelona fundadora del Col·legi de Cordelles. Un avantpassat seu, el Canonge Jaume Cordelles i Oms, havia estat el 79 President de la Generalitat de Catalunya. Va ser elegit abat de Gerri el 1698. La seva trajectòria combina el vessant eclesiàstic amb el vessant polític. Francesc de Cordelles sense deixar mai de ser l'abat benedictí de Gerri, va protagonitzar, en primera fila de la política catalana, els esdeveniments que portarien a la desfeta dels partidaris de l'Arxiduc d'Àustria i al Decret de Nova Planta que significava la destrucció de les institucions d'autogovern de Catalunya.

## Família
Era fill d'en Galceran de Cordelles i de Vilar, Senyor de Mura i de Castellnou de Bages i de Rosalia de Ramanyer. Era germà de Felicià de Cordelles i Ramanyer, de Miquel de Cordelles i Ramanyer i de Jaume de Cordelles i Ramanyer, tots ells compromesos des de l'inici fins al final amb la causa austriacista. Els Cordelles eren austriacistes també per família. Isabel de Cordelles i Ramanyer, la seva germana, casà amb Georg Ignaz von Tattenbach (comandant militar de Girona quan va caure en mans dels borbònics). Segons Enric Moliné i Coll, degut al seu parentiu amb Georg Ignaz von Tattenbach, Francesc de Cordelles beneïa la taula de l'arxiduc Carles durant la seva residència a Barcelona. Tenia parentiu amb la família del marqués de Villafranca de Saragossa (L'esposa del marqués de Villafranca de Saragossa, Dña. Teresa Iñíguez amb la seva filla Antònia Teresa, van morir al monestir de Gerri on són enterrades a la capella del Pare San Benet)

## Carrera eclesiàstica
Francesc prengué l'hàbit dels benedictins observants a Montserrat (1672). fou abat temporal de Montserrat (1683-1693) i abat perpetu de Sta. Maria de Gerri (1698-1739) també benedictins, on hagué de restaurar el monestir que havia estat cremat el 1711 pels soldats del comte de Moret militar de l'exèrcit francès de Felip d'Anjou, que requisà els seus còdecs i biblioteques, destruí l'arxiu abandonant els documents pels prats i s'endugué les campanes. Francesc va fer l'òrgan i el camarí del monestir.

## Carrera política durant la guerra de Successió
Va ser un dels promotors del Parlament que se celebrà a Barcelona el 1705.
Compromès en tot moment amb l'autriacisme, pertanyia al cercle de confiança de l'Arxiduc d'Àustria que el nomenà membre de la Junta del Braç Eclesiàstic l'any 1705. Fou un dels promotors de les Corts celebrades a Barcelona el 1705-06, que proclamaren Carles III Comte de Barcelona. Després que es retiressin els anglesos, presidí la Junta de Braços del 1713, reunida a Barcelona des del 30 de juny fins al 6 de juliol de 1713, que decidí prosseguir la Guerra a Ultrança contra els borbònics. El 9 de juliol de 1713 la Junta de Braços va decidir la constitució d'una junta de govern de trenta-sis persones. Del Braç eclesiàstic s'hi van integrar els eclesiàstics austriacistes més militants, encapçalats per Francesc de Cordelles. El 27 de febrer de 1714 es va elegir una nova junta de govern de 24 membres, amb quatre juntes. L'abat Cordelles formava part de la Junta Consultiva.

## Retirada de la vida política i tornada al Monestir de Gerri
Acabada la guerra es va retirar al monestir de Sta. Maria de Gerri. Sembla que aconseguir salvar una part del patrimoni mobiliari dels Cordelles. Segons uns notarials de l'Arxiu Històric Comarcal de Sort (AHCS 517 1738 88v-89r) L'abat de Gerri Francesc de Cordelles va concedir l'any 1738 un benefici de 7.000 lliures als seus nebots de Malmercat: Francesc de Copons i de Cordelles, Maria Anna de Copons i de Cordelles, baronessa d'Eroles i Josepa de Copons i de Cordelles.;
Segons un parell de notarials de l'Arxiu Històric Comarcal de Sort, Francesc de Cordelles va dipositar l'1 d'agost de 1737 a l'arxiu del monestir de Gerri d'un bagul tancat amb clau i segellat amb sis segells, ple de monedes d'or i de plata, i el va recuperar el 22 de gener de 1739, just abans de la seva defunció.
Morí sobtadament el quinze d'agost de 1739. Fou sepultat al presbiteri de l'església del monestir de Gerri, a la part de l'evangeli.